# Myiagra vanikorensis
El monarca de Vanikoro (Myiagra vanikorensis) es una especie de ave paseriforme de la familia Monarchidae propia de la Melanesia oriental. Existen cinco subespecies reconocidas.

## Descripción

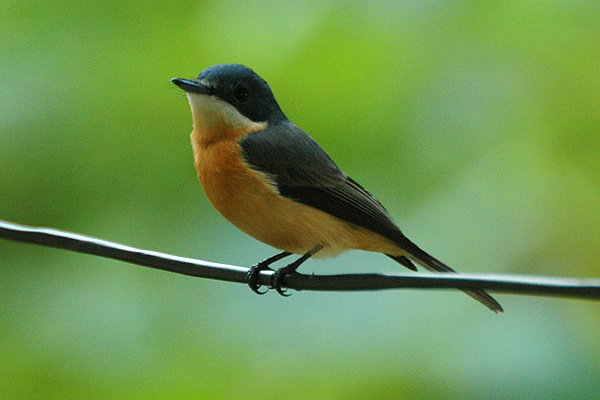
Hembra de monarca de Vanikoro, cerca de Suva, Fiyi.

El monarca de Vanikoro es un pájaro pequeño que mide unos 13 cm de largo y pesa alrededor de 13 g. Posee un largo pico negro ligeramente curvado y sus patas también son negras. El plumaje presenta variaciones según el sexo; el plumaje de la cabeza, garganta, espalda, cola y alas del macho es azul oscuro-negro, mientras que su vientre es de un rojizo claro y sus grupas son blancas. La hembra posee un diseño similar aunque en tonos más apagados (naranja en vez de rojo, gris oscuro en vez de azul oscuro) y el anaranjado de su vientre sube por su garganta hasta el pico. Existen algunas variaciones del plumaje en las subespecies; la hembra de la raza  dorsalis del Grupo Lau del norte tiene garganta blanca, mientras que le macho de kandavensis posee su zona inferior de una naranja intenso. Los ejemplares juveniles se asemejan a las hembras pero poseen una pecas blancas en las alas.

## Comportamiento
Es un ave insectívora, atrapando diversos insectos en el aire o de la parte inferior de las hojas. Además de insectos consume lagartijas y frutos pequeños. Los individuos, parejas o aun pequeñas bandadas se alimentan en la fronda de los árboles.
En Fiyi el monarca de Vanikoro se reproduce de setiembre a febrero. Su nido es una taza pequeña de fibras vegetales, pastos y raíces, en su exterior decorado con líquenes y hojas y recubierto internamente con pelo animal. Construye el nido en la parte alta de un árbol sobre una rama horizontal. Ambos sexos colaboran en la construcción del nido, en la incubación y en el cuidado de los pichones. La puesta consiste de uno a dos huevos rosado-blanquecinos con pintitas. Los depredadores tales como el gavilán de Fiyi y la raza local del halcón peregrino, son perseguidos de forma agresiva por el grupo.

## Distribución y hábitat
Su distribución es ligeramente irregular, se lo encuentra en las islas Santa Cruz (o Vanikoro, de allí su nombre) en el sector sur de las islas Salomón y las islas de Fiyi. El monarca de Vanikoro vive en una amplia variedad de hábitats. Sus hábitats naturales son los bosques y bordes de bosques desde el nivel del mar hasta alturas de 1100 m, aunque también se han adaptado a vivir en hábitats alterados por el hombre, incluidos jardines y zonas cultivadas, siempre que existan algunos árboles en ellas.
Según la UICN el monarca de Vanikoro no es una especie amenazada. Es un ave común en todo Fiyi, y tolera bien los cambios que el hombre realiza al entorno.

## Subespecies
- M. v. vanikorensis - isla Santa Cruz, islas Salomón.
- M. v. kandavensis - Kadavu, Beqa y Vatulele, Fiyi
- M. v. dorsalis - sector norte del Grupo Lau
- M. v. townsendi - sector sur del Grupo Lau
- M. v. rufiventris - Resto de Fiyi